# Nhiễm sắc thể X
Nhiễm sắc thể X là một trong hai nhiễm sắc thể giới tính trong nhiều loài động vật, bao gồm cả động vật có vú (nhiễm sắc thể kia là nhiễm sắc thể Y) và được tìm thấy ở cả nam và nữ. Nó là một phần của hệ thống xác định giới tính XY và hệ thống xác định giới tính X0. Nhiễm sắc thể X được đặt tên bởi các nhà nghiên cứu đầu tiên cho tính chất độc đáo của nó, mà kéo theo việc đặt tên của nhiễm sắc thể Y đối tác của nó, chữ cái tiếp theo trong bảng chữ cái, sau khi nó được phát hiện ra sau đó.
Nhiễm sắc thể X ở người kéo dài hơn 153 triệu cặp base (vật liệu xây dựng DNA). Nó đại diện cho khoảng 2000 từ 20.000 - 25.000 gene. Mỗi người thường có một cặp nhiễm sắc thể giới tính trong mỗi tế bào. Nữ giới có hai nhiễm sắc thể X, trong khi nam giới có một nhiễm sắc X và nhiễm sắc thể Y. Cả nam và nữ đều giữ một nhiễm sắc thể X của mẹ, và nữ giới giữ lại nhiễm sắc thể X thứ hai của họ từ cha của họ. Do người cha vẫn giữ nhiễm sắc thể X từ mẹ của mình, một người phụ nữ có một nhiễm sắc thể X từ bà nội của cô (bên cha), và một nhiễm sắc thể X từ mẹ cô.
Các gene xác định trên mỗi nhiễm sắc thể là một khu vực hoạt động của nghiên cứu di truyền. Do thực tế mà các nhà nghiên cứu sử dụng phương pháp tiếp cận khác nhau để dự đoán số lượng gen trên mỗi nhiễm sắc thể, số lượng ước tính của các gen thay đổi khác nhau. Nhiễm sắc thể X có chứa khoảng 804 gen so với nhiễm sắc thể Y có chứa 78 gen, trong số 20.000 đến 25.000 gen ước tính tổng trong hệ gen của con người. Rối loạn di truyền do đột biến gen trên nhiễm sắc thể X được mô tả như X liên kết.
Nhiễm sắc thể X mang một vài nghìn gen nhưng rất ít, nếu có, trong số này có liên quan trực tiếp với việc xác định giới tính. Giai đoạn đầu trong quá trình phát triển phôi thai ở phụ nữ, một trong hai nhiễm sắc thể X là ngẫu nhiên và vĩnh viễn bất hoạt trong gần như tất cả các tế bào xôma (tế bào khác với các tế bào trứng và tinh trùng). Hiện tượng này được gọi là bất hoạt-X hoặc Lyonization, và tạo ra một cơ thể Barr. Bất hoạt X-đảm bảo rằng phụ nữ, giống như nam giới, có một bản sao chức năng của nhiễm sắc thể X trong mỗi tế bào cơ thể. Trước đây người ta giả định rằng chỉ có một bản sao được tích cực sử dụng. Tuy nhiên, nghiên cứu gần đây cho thấy rằng cơ thể Barr có thể có hoạt tính sinh học hơn so với trước đây người ta nghĩ.

## Hình ảnh

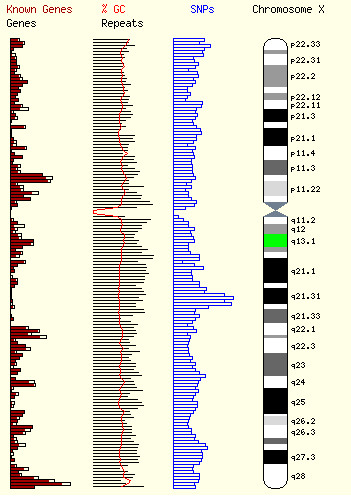